# Lipiny Wąskotorowe
Lipiny Wąskotorowe – zlikwidowana stacja Górnośląskich Kolei Wąskotorowych w Świętochłowicach, w dzielnicy Lipiny, w województwie śląskim, w Polsce.